# 타잔 (1999년 영화)
《타잔》(Tarzan)은 1999년의 미국 애니메이션 어드벤처 영화로서 월트 디즈니 픽처스의 월트 디즈니 피처 애니메이션에서 제작하였다. 디즈니 애니메이션을 통틀어 37번째 장편영화이며 디즈니 르네상스의 10번째이자 마지막을 장식하는 작품이다.
에드거 라이스 버로스 저 《유인원 타잔》을 기반으로 제작되었다. 케빈 리마와 크리스 벅(감독 데뷔작이 된다)이 감독을 맡고 탭 머피, 밥 츄다이커, 노니 화이트가 각본을 맡았으며 토니 골드윈, 미니 드라이버, 글렌 클로스, 로지 오도널, 브라이언 블레스드, 랜스 헨릭슨, 웨인 나이트, 나이젤 호손 등이 성우로 참여하였다.
《타잔》의 선행제작은 1995년부터 시작되었으며 먼저 리마가 감독을 수행하였고 이듬해 벅이 합류하였다. 머피가 초안을 제출한 후 츄다이커, 화이트, 데이브 레이놀즈가 3막을 재구성하고 각본에 추가요소를 더했다. 영국의 음악인 필 콜린스가 영화의 음악을 작곡, 녹음했으며 마크 맨시나가 배경음악을 담당하였다. 한편 제작팀은 고릴라의 생태를 알아보기 위해 우간다과 케냐에 조사여행을 떠나기도 했다. 본작의 애니메이션은 2D 손그림 애니메이션과 광범한 컴퓨터 생성 이미지(CGI)의 사용으로 이루어져 있으며 캘리포니아, 올랜도, 파리에서 제작이 진행되었다. 3차원 배경을 창조해내기 위해 '딥 캔버스(Deep Canvas)'라는 컴퓨터 애니메이션 소프트웨어 시스템이 선구적으로 사용되기도 했다.
1999년 6월 12일 엘 캐피탄 극장에서 초연되었으며 1999년 6월 16일 미국에서 개봉되었다. 평론가로부터 호평을 받아냈으며 성우의 연기, 음악, 애니메이션에서 특히 호평되었다. 제작비가 1억 3천 달러 든 데 비하여 4억 4482만 달러를 전세계적으로 벌어들여 1999년을 통틀어 5번째로 많은 수익을 기록한 영화로 기록되었으며, 이것은 동년 애니메이션에 있어서는 《토이 스토리 2》에 버금가는 수익이다. 디즈니 애니메이션 장편영화로서는 1995년의 《포카혼타스》 이래로 북미 박스오피스에서 오프닝에서 1위를 달성한 작품이 되기도 했다. 필 콜린스의 〈You'll Be in My Heart〉는 아카데미상 최우수 원곡상을 받았다. 아울러 많은 파생작을 남겼는데 브로드웨이 뮤지컬, 텔레비전 시리즈, 두 편의 후속작이 그것이다.

## 줄거리
1880년대, 한 영국인 부부와 그들의 갓난 아들은 적도 아프리카에 난파된다. 부부는 트리하우스를 짓지만, 사보르라는 이름의 표범에게 살해된다. 사보르에게 아들을 잃은 현지 고릴라 칼라는 인간 아기를 발견하고 입양하여 타잔이라는 이름을 붙여준다.
어릴 때 타잔은 칼라의 조카 터크와 편집증적인 코끼리 탄토르와 친구가 된다. 다른 외모와 비정통적인 행동 때문에 타잔은 다른 고릴라들과 무리의 리더이자 칼라의 짝인 커착에게 다르게 대우받는다. 타잔은 성장하면서 자신을 향상시키기 위해 용감한 노력을 기울인다. 몇 년 후, 사보르가 고릴라들을 공격하지만 타잔이 사보르를 죽여 커착의 마지못한 존경을 얻는다.
한편, 영국의 탐험가 아르키메데스 Q. 포터, 그의 딸 제인, 그리고 그들의 사냥꾼 호위병 윌리엄 세실 클레이턴이 고릴라를 연구하기 위해 아프리카에 도착한다. 제인은 우연히 일행과 떨어져 비비들에게 쫓기다가 호기심 많은 타잔에게 구출된다. 타잔은 그녀를 자신과 비교한 후, 그들이 같은 종이라는 것을 깨닫는다. 제인은 타잔을 캠프로 다시 데려오고, 그곳에서 포터와 클레이턴 모두 타잔에게 관심을 보인다. 포터는 과학적인 진보의 관점에서, 클레이턴은 타잔이 고릴라 무리로 자신들을 안내해 주기를 희망한다. 커착의 낯선 사람들을 피하라는 경고에도 불구하고, 타잔은 계속해서 캠프로 돌아간다. 포터와 클레이턴은 타잔에게 영어를 가르치고, 인간 세상이 어떤지 알려준다. 타잔과 제인은 낭만적인 관계를 시작한다. 그러나 제인은 타잔이 커착의 분노를 두려워했기 때문에 타잔이 인간들을 고릴라들에게 데려가도록 설득하는 데 어려움을 겪는다.
탐험대의 배가 그들을 태우러 돌아오자, 제인은 타잔에게 자신과 함께 영국으로 갈 것을 요청한다. 그러나 그녀가 아프리카로 돌아올 가능성이 희박하다고 말하자, 타잔은 대신 제인에게 자신과 함께 머물라고 설득한다. 클레이턴은 제인이 고릴라들을 만나는 대가로 아프리카에 머물 것이라고 타잔을 속인다. 타잔은 터크와 탄토르에게 커착을 유인해 달라고 설득하고, 트리오를 둥지로 이끈다. 포터는 흥분해서 고릴라들과 어울리지만, 커착은 돌아와 인간들을 공격한다. 타잔은 인간들이 도망치는 동안 커착을 붙잡아 커착을 실망시킨다. 칼라는 타잔을 자신이 그를 발견한 트리하우스로 데려가 그의 유산을 밝히고 그가 무엇을 결정하든 행복하기를 원한다고 말한다.
타잔은 포터 부부와 함께 배에 탑승하지만, 클레이턴과 그의 배신적인 밀렵꾼 무리가 그들을 기습한다. 이제 둥지의 위치를 알게 된 클레이턴은 모든 고릴라를 잡아 팔아 거액을 벌 계획을 세우고, 타잔과 포터 부부를 가두어 방해를 막는다. 터크와 탄토르는 타잔의 외침을 듣고 타잔을 풀어주기 위해 배로 향한다. 그날 밤, 클레이턴과 그의 부하들은 정글에 도착하여 고릴라들을 잡지만, 타잔은 친구들과 함께 제때 도착하여 다른 동물들을 모아 고릴라들을 풀어주고 클레이턴의 부하들과 싸우는 것을 돕는다. 클레이턴은 커착에게 치명상을 입히고 열대우림 캐노피로 들어가 타잔과 싸우지만, 부주의하게 떨어져 덩굴에 목이 매달린다. 죽기 전에 커착은 마침내 타잔을 자신의 아들로 받아들이고 그를 고릴라 무리의 리더로 지명한다.
다음 날 아침, 포터 부부는 배를 타고 떠날 준비를 하고, 타잔은 고릴라들과 함께 남는다. 배의 보트가 해안을 떠날 때, 포터는 딸에게 사랑하는 남자와 함께 머물라고 격려하고, 제인은 배에서 뛰어내리고, 곧이어 그녀의 아버지도 뛰어내린다. 포터 부부는 타잔과 그의 가족과 재회하고 함께 정글에서 새로운 삶을 시작한다.

## 한국어 더빙 성우진
- 김승준 - 타잔
- 오승윤 - 어린 타잔
- 한상덕 - 커책(대장 고릴라)
- 이선영 - 칼라(타잔 고릴라 엄마)
- 김옥경 - 제인
- 정기항 - 닥터 포터(제인 아빠)
- 김진태 - 클레이튼
- 함수정 - 터크(타잔 고릴라 친구)
- 장수혜 - 어린 터크
- 임은정 - 터크 엄마
- 김환진 - 탠터(코끼리)
- 정현빈 - 어린 탠터
- 나수란 - 탠터 엄마
- 이진화 - 암컷 고릴라
- 서문석 - 더크의 친구
- 한호웅 - 선장
- 성수경 - 사냥꾼
- 정승욱 - 사냥꾼
- 서재경 - 터크의 친구

## 음악
- 투 워즈("Two Worlds")
- 유 윌 비 인 마이 하트("You'll Be in My Heart")
- 선 오브 맨("Son of Man")
- 트래싱 더 캠프("Trashin' the Camp")
- 스트레인저 라이크 미("Strangers Like Me")

한국어판에서는 가수 윤도현이 맡았다.